# أزمة الحدود بين أذربيجان وأرمينيا 2021

Map showing the location of the clashes on the Armenia-Azerbaijan border

Map showing the territories of Armenia occupied by Azerbaijan (2023)

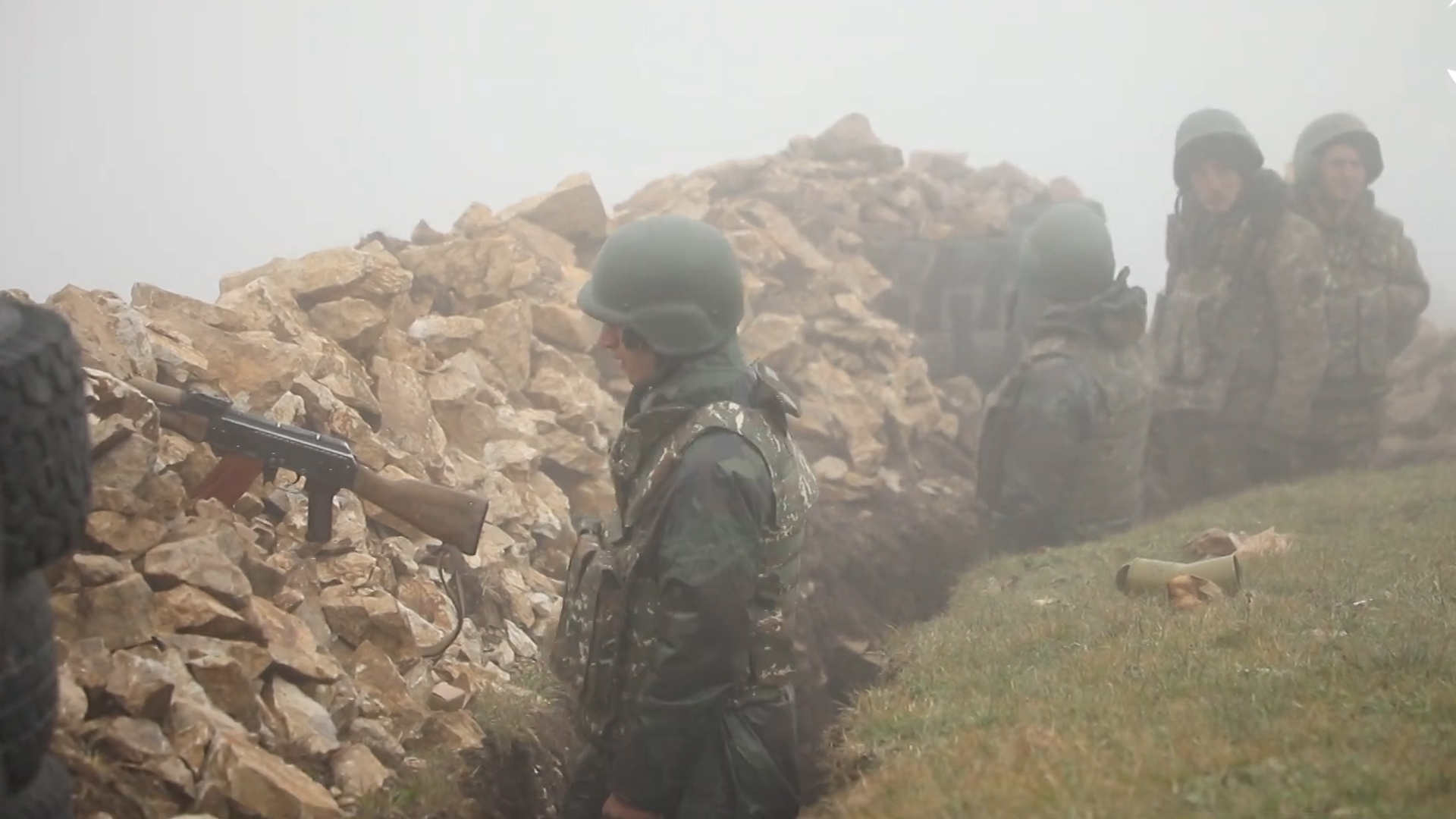
Military positions of the Armenian forces in the Gegharkunik Province (northeastern direction) of Armenia, which were attacked by Azerbaijani forces on 28 July 2021, according to the Armenian Ministry of Defense

أزمة الحدود بين أذربيجان وأرمينيا 2021 تشير إلى المواجهة المستمرة بين القوات العسكرية لكل من أرمينيا وأذربيجان والتي بدأت في 12 مايو 2021، عندما عبر الجنود الأذربيجانيون عدة كيلومترات داخل أرمينيا في مقاطعتي كيغاركونيك وسيونيك. لم تسحب أذربيجان قواتها من الأراضي الأرمينية المعترف بها دوليًا على الرغم من دعوات البرلمان الأوروبي والولايات المتحدة وفرنسا للقيام بذلك. وهما اثنان من ثلاثة رؤساء مشاركين لمجموعة مينسك التابعة لمنظمة الأمن والتعاون في أوروبا.

## الجدول الزمني
ظهرت تقارير عن عبور الجنود الأذربيجانيين إلى الأراضي الأرمنية في 12 مايو، في منطقتين على طول الحدود بين أرمينيا وأذربيجان وهما المنطقة المحيطة ببحيرة سيف، وتقع من الشرق قرية إيشخاناسار وجبل ميتس إيشخاناسار، وإلى الشمال من بلدة غوريس وقرى فيريشن وأكنر في مقاطعة سيونيك، وكذلك بالقرب من قريتي فيرين شورزا والكوت. صرح رئيس وزراء أرمينيا نيكول باشينيان أن التقارير المتعلقة بالتقدم الأذربيجاني على بحيرة سيف كانت صحيحة وأن المفاوضات جارية لانسحاب أذربيجان، مشيرًا إلى أن القوات الأرمنية أوقفت التقدم دون حدوث أي مناوشات.
يقول الجانب الأرمني أنه وفقًا للخرائط السوفيتية، يقع الجزء الأكبر من البحيرة داخل أرمينيا والجزء الأصغر داخل أذربيجان. نشرت وكالة أنباء أرمينبريس خريطة لهيئة الأركان العامة للقوات المسلحة لاتحاد الجمهوريات الاشتراكية السوفياتية المرقمة بـ J-38-21 بمقياس 1: 100000، تظهر بحيرة سيف بشواطئها الشرقية والغربية والجنوبية الواقعة في أراضي جمهورية أرمينيا الاشتراكية السوفياتية وقسم فقط من الشاطئ الشمالي للبحيرة يغطي ما يقرب من 10٪ من البحيرة الواقعة في جمهورية أذربيجان الاشتراكية السوفياتية، والبحيرة الأصغر تقع شرق بحيرة سيف بالكامل في الأراضي الأرمنية. ومع ذلك أظهر الجنود الأذربيجانيون خريطة تدعي أن البحيرة بأكملها تنتمي إلى أذربيجان، ورفضوا مغادرة الإقليم.
في 14 مايو ناشد رئيس وزراء أرمينيا نيكول باشينيان رسميًا منظمة معاهدة الأمن الجماعي التي تقودها روسيا لإجراء مشاورات بشأن التوغل الأذربيجاني في أرمينيا. في نفس اليوم طلب باشينيان من الرئيس الروسي فلاديمير بوتين تقديم الدعم العسكري. اجتمع المسؤولون العسكريون الأرمينيون والأذربيجانيون على الحدود مع ممثلين عن الجيش الروسي المنتشرين في مقاطعة سيونيك لعدة ساعات من المفاوضات، دون الإعلان عن أي اتفاق فوري ناتج بعد ذلك.
في 19 مايو 2021 قال وزير الخارجية الروسي سيرجي لافروف إن روسيا توصلت إلى مبادرة لإنشاء لجنة مشتركة بين أرمينيا وأذربيجان لترسيم الحدود وترسيمها، حيث يمكن لروسيا أن تلعب دور مستشار أو وسيط. في 20 مايو 2021 أكد رئيس الوزراء بالإنابة نيكول باشينيان أن أرمينيا وأذربيجان اقتربتا من التوصل إلى اتفاق بشأن إنشاء لجنة مشتركة لترسيم الحدود بين البلدين، مع قيام روسيا بدور الوسيط، وتعيين كل دولة مندوبين في اللجنة بحلول 31 مايو.
في صباح يوم 20 مايو 2021 عبرت مجموعة من العسكريين الأذربيجانيين الحدود بالقرب من قرية خوزنافار في منطقة غوريس، مشيًا مسافة 1.5 كيلومتر داخل الأراضي الأرمنية. تم تحويلهم إلى مواقعهم الأصلية من قبل القوات الأرمينية، لكنهم قاموا بمحاولة ثانية لعبور الحدود في المساء، مما أدى إلى اندلاع قتال بين الجنود الأرمينيين والأذربيجانيين. أفاد مكتب المدعي العام لأرمينيا بإصابة أحد عشر جنديًا أرمانيًا بجروح ونقلوا إلى المستشفى، وأن هناك إصابات من الجانب الأذربيجاني أيضا. تم تسريب الفيديو الخاص بالحادث على وسائل التواصل الاجتماعي، في البداية مقطع فيديو لرجال عسكريين أذربيجانيين يهاجمون ويضربون الجنود الأرمن، وفي اليوم التالي ظهر مقطع فيديو آخر يظهر القوات المسلحة الأرمينية تطرد الجنود الأذربيجانيين من أراضيها.
في 27 مايو 2021 بعد أن تصاعدت التوترات بعد أسر القوات الأذربيجانية لستة جنود أرمنيين في وقت مبكر من الصباح، دعا رئيس الوزراء الأرميني نيكول باشينيان إلى نشر مراقبين دوليين على طول أجزاء من حدود أرمينيا مع أذربيجان. وقال باشينيان في اجتماع طارئ لمجلس الأمن الأرميني عقد في المساء «إذا لم يتم حل الوضع فإن هذا الاستفزاز قد يؤدي حتما إلى صدام واسع النطاق»، واقترح على أرمينيا وأذربيجان سحب قواتهما من المناطق الحدودية والسماح بأن تنشر روسيا أو الولايات المتحدة وفرنسا الرؤساء المشاركون لمجموعة مينسك التابعة لمنظمة الأمن والتعاون في أوروبا مراقبين هناك. قال رئيس الوزراء إن فك الاشتباك بين القوات وبدء مهمة المراقبة يجب أن يتبعه عملية «تحديد النقاط الحدودية» يشرف عليها المجتمع الدولي.
في 28 مايو 2021 دعا المتحدث باسم الاتحاد الأوروبي بيتر ستانو إلى وقف التصعيد الفوري وحث كلا الجانبين على سحب قواتهما إلى المواقع التي كانت تحتلها قبل 12 مايو والدخول في مفاوضات حول ترسيم الحدود وترسيمها، ورحب بالمقترحات الخاصة بإيفاد بعثة مراقبة دولية محتملة. إبداء الاستعداد لتقديم الخبرة والمساعدة في ترسيم الحدود وترسيمها. يواصل الاتحاد الأوروبي دعوة أذربيجان للإفراج عن جميع أسرى الحرب والمعتقلين دون تأخير ويرحب بجميع الجهود الرامية إلى تخفيف التوترات.

## التفاعلات

### أرمينيا
في 15 مايو 2021 صرحت وزارة الدفاع الأرمينية أن الوضع فيما يتعلق بالتوغل الأذربيجاني في يومي 12 و13 مايو 2021 ظل دون حل، بينما تراجع الجيش الأذربيجاني عن بعض المواقع بسبب تحركات القوات الأرمينية، وأن المفاوضات من أجل التوصل إلى تسوية سلمية كان من المتوقع أن تستمر الأزمة خلال النهار.

### أذربيجان
في 15 مايو 2021 رفض المكتب الصحفي لوزارة الخارجية الأذربيجانية التقارير المتعلقة بتوغل أذربيجاني في أرمينيا، مشيرًا إلى أنه كان يفرض حدود أذربيجان على أساس الخرائط التي تحدد الحدود بين أرمينيا وأذربيجان، منتقدًا الجانب الأرمني. ووصف التصريحات بأنها «استفزازية» و«غير كافية»، وأن السلطات الأرمينية كانت تستخدم الوضع لأغراض سياسية محلية قبل الانتخابات، وأن أذربيجان تتفاوض مع أرمينيا بشأن تطبيع الحدود بين أرمينيا وأذربيجان.
خلال اتصال هاتفي مع الرئيس الكازاخستاني قاسم جومارت توكاييف، وصف الرئيس الأذربيجاني علييف قرار أرمينيا بالاستئناف أمام منظمة معاهدة الأمن الجماعي بأنه محاولة «لتدويل القضية».